# Götz Schregle
Götz Schregle (* 13. Dezember 1923 in Erlangen; gestorben 2014 in München) war ein deutscher Arabist.

## Leben
Schregle ist der Sohn des Regierungspräsidenten vom Mittelfranken Hans Schregle.
Sein Deutsch-arabisches Wörterbuch, erschienen 1974, gilt bis heute als das wichtigste deutsch-arabische Wörterbuch. Sein Arabisch-deutsches Wörterbuch in der Tradition von Hans Wehr blieb unvollendet.

## Werke (Auswahl)
- Die Sultanin von Ägypten. Šaǧarat ad-Durr in der arabischen Geschichtsschreibung und Literatur Harrassowitz Verlag, Wiesbaden 1961 (zugl. Dissertation, Universität Erlangen 1960).
- Deutsch-arabisches Wörterbuch. Harrassowitz Verlag, Wiesbaden 2002, ISBN 3-447-01623-X (Nachdr. d. Ausg. Wiesbaden 1974).